# La carta d'amor
La carta d'amor  (títol original: The Love Letter) és un telefilm estatunidenc dirigit per Dan Curtis estrenat l'any 1998, inspirat en una novel·la de Jack Finney, La Carta d'amor (1959).

## Argument
Scotty és a punt de casar-se. Amb la seva futura esposa, compra en un antiquari un secreter del segle xix. Scotty treballa en la seva restauració quan hi descobreix un compartiment secret que amaga cartes velles de 134 anys. L'autora és Elizabeth Worley, una jove romàntica de la regió que escrit a l'home dels seus somnis: comparteix la seva tristesa d'haver de casar-se amb un home que no estima, i confia que li agradaria conèixer l'amor apassionat.
Impactat pel que llegeix, Scotty decideix, per divertir-se, de respondre a les cartes. Les envia en una oficina de correus antiga qua ja existia a l'època d'Elizabeth (anomenada Lizzie). Aquesta última queda estupefacta quan rep les seves missives. Respon posant les cartes al compartiment secret del seu secreter, el mateix que Scotty ha comprat en el antiquari. Els joves intercanvien així una estranya correspondència. Scotty va a veure la casa on ha viscut Lizzie; una descendent hi viu encara. En aquesta casa, sent la presència de Lizzie.
En una carrera de bicicleta cross, Scotty és víctima d'un accident que el deixa en coma. És en aquest estat que viu una breu relació amb Lizzie. En aquest moment el Coronel Denby, mortalment ferit a la batalla de Gettysburg en els combats de la guerra de Secessió, morirà als braços de Lizzie.
Scotty surt del coma sense seqüeles. Un incendi destrossa la vella oficina de la plaça. Scotty, que sap que ja no podrà escriure a Lizzie, desafia les flames per enviar una última carta ...

## Repartiment
- Campbell Scott: Scott Corrigan
- Jennifer Jason Leigh: Elizabeth Whitcomb
- David Dukes: Everett Reagle
- Estelle Parsons: Beatrice Corrigan
- Daphne Ashbrook: Debra Zabriskie
- Myra Carter: Clarice Whitcomb
- Gerrit Graham: Warren Whitcomb
- Irma P. Hall: Mae Mullen
- Richard Woods: Jacob Campbell
- Kali Rocha: Flossy Whithcomb
- Laurie Kennedy: Lavinia Whitcomb

## Premis
- WGA Award (TV)